# Otto Goldschmidt
Otto Goldschmidt; teljes nevén Otto Moritz David Goldschmidt (Hamburg, 1829. augusztus 21. – London, 1907. február 24.) zeneszerző, karmester, zongoraművész és oktató, Jenny Lind svéd énekesnő férje.

## Életpályája
Felesége 1852-től 1887-ben bekövetkzett haláláig a híres svéd szoprán, Jenny Lind volt. Bostonban kötöttek házasságot, majd Londonban telepedtek le, ahol 1863-tól a zeneakadémia helyettes igazgatója lett. Goldschmidt 1875-ben megalapította a Bach-kórust.
Goldschmidt vezette az 1863-as düsseldorfi, illetve az 1886-os hamburgi zeneünnepélyeket.

## Művei
Egy zongoraverseny és más zongoradarabok, továbbá egy bibliai témájú oratórium, a Ruth, amelyet a Három Kórus Fesztiváljára írt.

## Rokonai
- Unokái: Gwendolen Lind Maude, Charles Maude, Victor Francis Maude
- Gyermekei: Jenny Maria Catharina Goldschmidt, Ernest Svend David Goldschmidt
- Apja: Moritz David Goldschmidt